# Joseph-Octave Leduc
Pour les articles homonymes, voir Leduc.
Joseph-Octave Leduc (4 janvier 1820 à Chambly au Québec - 25 février 1905 à Saint-Basile-le-Grand au Québec) a été le premier maire de la municipalité de Saint-Bruno-de-Montarville au Québec de 1866 à 1868. Il a aussi été maire de la même municipalité de 1870 à 1872.

## Biographie
Joseph-Octave Leduc était le huitième de la lignée des descendants d’Antoine Le Duc arrivé au Québec de Normandie en 1656. Il était le fils d’Antoine, menuisier et cultivateur, et d’Angélique Jeannot dite Lachapelle. Il avait deux sœurs : Julie et Flavie.
Joseph-Octave Leduc a été baptisé le 4 janvier 1820 à l’église Saint-Joseph de Chambly par le curé Pierre-Marie Mignault.
À vingt-deux ans, soit le 17 octobre 1842, il se marie dans sa paroisse natale à Cléophée Gabouriault dit Lapalme, fille de Jean-Baptiste Gabouriault dit Lapalme, cultivateur, et de Charlotte Ayot dite Malo. Ils auront six enfants : Ludger (il sera maire de Saint-Basile-le-Grand de 1887 à 1897), Marie-Louise-Adeline, Louis-Napoléon, Marie-Cécilia, Alexandre-Adolphe et Georgianna-Malvina.

### Homme d’action et engagé à Saint-Bruno et Saint-Basile
Cultivateur, habitant du rang des Vingt, il y possède une terre d’un arpent de front par huit arpents de profondeur.
Dès 1845, Joseph-Octave Leduc appartient aux officiers du 2e Bataillon de la milice du comté de Chambly. D’abord enseigne, il sera promu lieutenant en 1851 et ensuite capitaine à partir de 1856.
En janvier 1866, monsieur Leduc est désigné, parmi les 7 conseillers municipaux élus, comme maire de la municipalité de Saint-Bruno-de-Montarville pour un mandat de deux ans. On peut penser qu’il a lui-même choisi de ne pas solliciter une prolongation du terme de ce premier mandat en 1868 puisqu’il présida lui-même l’assemblée publique des propriétaires francs-tenanciers et proclama élus les 7 personnes ayant obtenu le plus grand nombre de votes au scrutin tenu les 13 et 14 janvier. Le 20 janvier 1868, Antoine-Dominique Hurtubise lui succéda comme maire.
Cependant, le 18 janvier 1870, (la population de Saint-Bruno est alors d’environ 1400 habitants), Joseph-Octave Leduc accepte de servir ses concitoyens pour un deuxième mandat et est élu maire à nouveau. Il sera remplacé en 1872 par le Dr Maurice Tancrède Boucher de Grosbois.
À cette période, monsieur Leduc est également juge de paix.
À compter de 1871, c’est dans la paroisse nouvellement érigée de Saint-Basile-le-Grand que Joseph-Octave Leduc sera actif. Ainsi, dès la fondation, il sera marguillier et ce, jusqu’en 1874.
Son implication sera également marquée à la commission scolaire de Saint-Basile qu’il présidera de 1877 à 1880.
Au recensement de 1891, il habite Saint-Basile avec sa femme Cléophée et leur fille Georgianna. En 1901, tous trois demeurent chez son fils Alexandre avec sa famille.
Précédé dans la mort par son épouse, décédée le 30 mars 1903, Joseph-Octave Leduc meurt à Saint-Basile-le-Grand le 25 février 1905, à l’âge de 85 ans. Selon ses dernières volontés, inscrites à son testament rédigé par le notaire Champeau de Saint-Bruno le 23 février 1886, il sera inhumé dans le cimetière de
Saint-Basile le 27 février 1905.

## Sources
- Un article intitulé Joseph-Octave Leduc écrit par Bernard Guilbert pour la Société d’histoire de Montarville. Les sources suivantes ont été utilisées pour la préparation de cet article :
  - Association des familles Leduc, Les Leduc issus de la Nouvelle-France, Histoire et généalogie de nos pionniers, Montréal-Nord, 2000 ;
  - Recensements du Canada 1891 et 1901 ;
  - Répertoires des baptêmes, mariages et sépultures de Saint-Joseph de Chambly, de Saint-Bruno-de-Montarville et de Saint-Basile-le-Grand ;
  - Procès-verbaux de la municipalité de Saint-Bruno-de-Montarville ;
  - Greffe du Notaire Joseph-Octave Champeau, Archives nationales, Montréal.